# Kustcistikola
Kustcistikola (Cisticola haematocephalus) är en fågel i familjen cistikolor inom ordningen tättingar.

## Utbredning och systematik
Den förekommer i kustnära Somalia, Kenya och Tanzania. Vissa behandlar den som en underart till rostvingad cistikola (C. galactotes).

## Status
IUCN kategoriserar den som livskraftig.